# Паторжинський Федір Сергійович
Паторжинський Федір Сергійович (1901—1976) — український співак, хормейстер, регент і викладач. Рідний брат Івана Паторжинського.
Народився 11 червня 1901 року в Катеринославській губернії.
Закінчив духовну семінарію в Катеринославі. Брав участь в Громадянській війні в Росії на стороні Білої армії. В ході війни евакуювався в Белград, потім жив в Парижі. У 1929—1930 роках співав у вокальному секстеті «Баян», Російському квінтеті, керував хором «Хоровод».
Федір Паторжинський був творцем і керівником Російського церковного хору, в 1930—1950 роки виступав з ним на концертах духовної музики з класичним репертуаром, а також з народними слов'янськими піснями. У 1945 році диригував у концерті Об'єднаним хором паризьких церков. Також виступав з хором в католицьких храмах. Керував хором Свято-Троїцького храму в місті Кліші (під Парижем) і Трьохсвятительським хором в Парижі.
У 1950-ті роки Паторжинський — педагог класу російського співу в Російській консерваторії в Парижі. Був членом Товариства ревнителів церковного співу; брав участь в концертах і фестивалях, що проводяться товариством. З кінця 1940-х керував дитячим хором четвергової школи при Союзі російських православних парафій в Парижі. Був нагороджений Гран-прі на конкурсі в Італії. Федір Сергійович говорив: «З усіх російських цей Гран-прі отримали тільки Сергій Рахманінов, Булат Окуджава і я».
Був учасником благодійних концертів на користь парафій і громадських організацій російської еміграції. Хор гастролював у Франції, в Англії, Швейцарії, Бельгії та інших країнах Європи.
З 1958 року Федір Сергійович жив в Києві. Працював другим диригентом Державної капели «Думка».
Помер 25 серпня 1976 року в Києві.